# Binokle

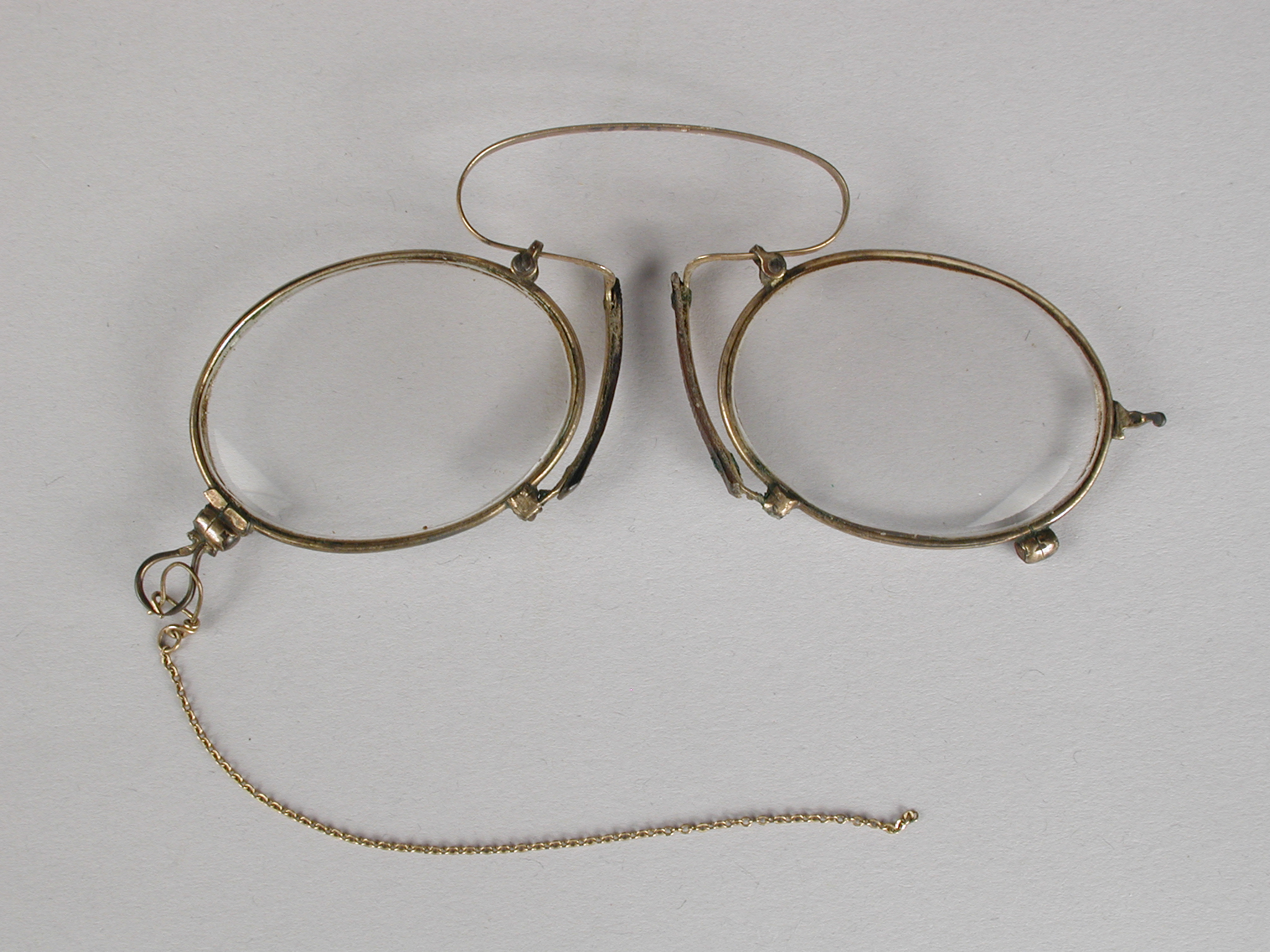
Binokle

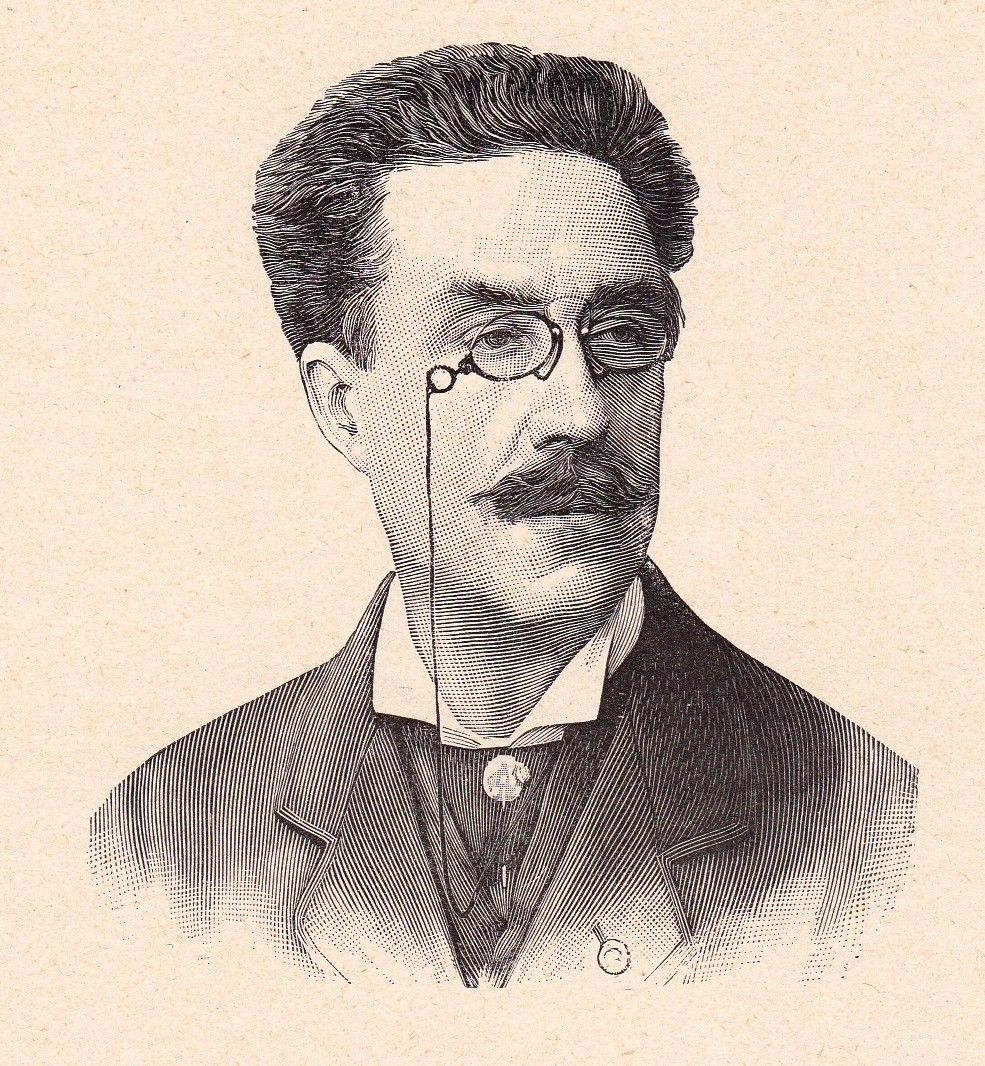
Mężczyzna z binoklami

Binokle (fr. binocle, z łac. ; bi-, „dwu-, obu-”, oculus, „oko” – „obuoczny”; dawn. także „cwikier”, niem. Zwicker, od zwicken, „szczypać”; lub pince-nez, z fr. dosł. „szczypinos”) – odmiana okularów trzymających się na nosie dzięki specjalnie wygiętemu sprężynującemu elementowi łączącemu oba szkła.

## Historia
Binokle nazywane były też „cwikierami” lub pince-nez. Z jednej strony binokli było małe oczko do przytwierdzenia rzemyka bądź sznureczka, który panie mocowały do paska, panowie zaś do kieszonki kamizelki.
Binokle pojawiły się w XIX wieku, kiedy na oprawki do okularów zaczęto używać metalu, nierzadko złota, a zaniechano rogowych. Od swoich prekursorów były wygodniejsze z uwagi na fakt, że nie trzeba ich było przytrzymywać rękami ani przywiązywać do uszu tasiemką. Stosowane były jeszcze w pierwszej połowie XX wieku, kiedy zaczęły je wypierać okulary z uchwytami. Zanikła też moda na ten typ okularów.
Binokle nosili głównie mężczyźni, ponieważ uważano wówczas, że okulary, a zwłaszcza binokle, nie dodają kobiecie urody. Te wolały nosić lorgnon. Były jednak wyjątki, do których należały kobiety pracujące i przedkładające wygodę nad urodę.